# Газопереробний завод Marun Petrochemical
Газопереробний завод Marun Petrochemical — складова розташованого у іранській провінції Хузестан нафтохімічного комплексу, котра забезпечує сировиною піролізне виробництво.

## Загальний опис
У 1990-му в промисловій зоні Бендер-Імам стала до ладу установка парового крекінгу, в комплексі з якою запустили власний фракціонатор зріджених вуглеводневих газів (ЗВГ). Суміш ЗВГ для неї постачав цілий ряд газопереробних заводів, котрі переробляли попутний газ з високим вмістом гомологів метану. Втім, отриманий на виході «легкий» газ все ще містив значну кількість ЗВГ, котрі було можливо використати для живлення нового нафтохімічного виробництва. Такий проект реалізували через компанію Marun Petrochemical, яка має розташоване в тій же промисловій зоні Бендер-Імам піролізне виробництво та віддалений від нього газопереробний завод на околиці міста Ахваз. «Легкий» газ для останнього постачається з газопереробних заводів:
- NGL-400, запущеного на супергігантському родовищі Марун ще в 1969-му;
- NGL-600, введеного в дію на найбільшому в країні нафтовому родовищі Ахваз в 1974-му;
- NGL-700 та NGL-800, котрі почали споруджувати ще в 1970-х роках для роботи з ресурсом Ахвазу та Маруну;
- наймолодшого серед них NGL-1500, котрий почав роботу в 1999-му на родовищі Карандж.
Можливо відзначити, що найстаріші серед перелічених NGL-400 та NGL-600 були розраховані лише на отримання фракції С3+ та не могли вилучати етан. В той же час, продукована заводом Marun Petrochemical сировинна суміш більш ніж наполовину (53 %) складається із етану, а також пропану (29 %), бутану (12 %) і певних об'ємів інших газів (пентан, гексан, метан, двоокис вуглецю).
Отримуючи 25 млн м3 «легкого» газу на добу, газопереробний завод Marun Petrochemical може продукувати 1,9 млн т фракції С2+ на рік. Її доправлення на піролізний майданчик здійснюється по трубопроводу довжиною 95 км.